# Левін-Бжеський
Левін-Бжеський (пол. Lewin Brzeski, нім. Löwen) — місто в південно-західній Польщі, на річці Ниса-Клодзька, на Шльонській низовині.
Належить до Бжеського повіту Опольського воєводства.

## Демографія
Демографічна структура станом на 31 березня 2011 року:
|          | Загалом | Допрацездатний вік | Працездатний вік | Постпрацездатний вік |
| -------- | ------- | ------------------ | ---------------- | -------------------- |
| Чоловіки | 2875    | 602                | 2036             | 237                  |
| Жінки    | 3170    | 622                | 1878             | 670                  |
| Разом    | 6045    | 1224               | 3914             | 907                  |